# Otole
Otole (deutsch Ottilienhof) ist ein kleiner Ort in der polnischen Woiwodschaft Ermland-Masuren und gehört zur Gmina Pasym (Stadt-und-Land-Gemeinde Passenheim) im Powiat Szczycieński (Kreis Ortelsburg).
Otole liegt am Nordostufer des Großen Kalbenseess (polnisch Jezioro Kalwa) in der südlichen Mitte der Woiwodschaft Ermland-Masuren, 16 Kilometer nordwestlich der Kreisstadt Szczytno (deutsch Ortelsburg).
Der kleine einstige Gutsort Ottilienhof wurde 1853 gegründet und war bis 1945 ein Wohnplatz der Stadt Passenheim (polnisch Pasym) im ostpreußischen Kreis Ortelsburg.
1945 kam der Ort in Kriegsfolge mit dem gesamten südlichen Ostpreußen zu Polen und erhielt die polnische Namensform „Otole“. Als Weiler (polnisch Osada) ist er jetzt eine Ortschaft innerhalb der Stadt-und-Land-Gemeinde Pasym (Passenheim) im Powiat Szczycieński (Kreis Ortelsburg), bis 1998 der Woiwodschaft Olsztyn, seither der Woiwodschaft Ermland-Masuren zugehörig.
Kirchlich war Ottilienhof bis 1945 zur Stadt Passenheim ausgerichtet – zur dortigen evangelischen Kirche wie auch zur römisch-katholischen Pfarrei. Die Anbindung an die Stadt besteht bis zum heutigen Tage, sowohl katholischerseits als auch seitens der evangelischen Kirche.
Ottilienhof ist auf einer Nebenstraße zu erreichen, die bei Pasym (Passenheim) von der Landesstraße 53 (ehemalige deutsche Reichsstraße 134) abzweigt und bis nach Siedliska (Freythen, 1938 bis 1945 Freithen) führt. Eine Anbindung an den Bahnverkehr besteht über den Bahnhof in Pasym.